# Luytens stjärna
Luytens stjärna, också känd under beteckningarna GJ 273, LHS 33 och HIP 36208, är en röd dvärg i stjärnbilden Lilla hunden.
Stjärnan ligger omkring 12,36 ljusår (3,79 parsec) från Solen. Den har en skenbar magnitud på 9,9 och är därmed alltför ljussvag för att kunna iakttas med blotta ögat. Luytens stjärna är uppkallad efter Willem Jacob Luyten, som i samarbete med Edwin G. Ebbighausen 1935 var den förste som kunde bestämms stjärnans stora egenrörelse.